# Joseph Bamina
Joseph Bamina (Busangana, 15 de marzo de 1927 - Provincia de Muramvya, 15 de diciembre de 1965) fue un político burundés, que se desempeñó como primer ministro del Reino de Burundi en 1965 y Presidente del Senado.
Él y otros líderes del gobierno de Burundi fueron asesinados el 15 de diciembre de 1965, por soldados tutsis durante un esfuerzo de represalia para detener un golpe de Estado de oficiales hutu.

## Primeros años
Nació el 15 de marzo de 1927 en Busungana, provincia de Muramvya, en la entonces colonia belga de Ruanda-Urundi. Habiendo nacido en una destacada familia hutu, después de ocho años de escolarización en el Seminario de Mugera, se matriculó en la Universidad Lovanium en el Congo Belga, donde estudió filosofía y teología de 1945 a 1950. Posteriormente trabajó como agente territorial para la administración colonial belga en la provincia de Muyinga, entre 1950 y 1954. Se casó con una mujer tutsi, Mary Roache, y tuvo tres hijos con ella.

## Carrera política
En 1954 se trasladó a Guitega. Cercano a la monarquía debido a su origen hutu de alto estatus, comenzó a trabajar para el Rey Mwambutsa IV. También se unió al partido político Unión para el Progreso Nacional (UPRONA) y se desempeñó como asesor de su líder, el príncipe Louis Rwagasore. Asistió a la Mesa Redonda Belgo-Congoleña en Bruselas, Bélgica, como observador en 1960. 
En enero de 1961, la administración colonial belga nombró un gobierno provisional para Burundi encabezado por el primer ministro Joseph Cimpaye. El 6 de julio se modificó su composición y Bamina fue nombrado Secretario de Estado de Hacienda. El 18 de septiembre se celebraron elecciones generales en Burundi y la UPRONA ganó 58 de los 64 escaños y Rwagasore asumió como primer ministro de Burundi; Bamina consiguió un escaño en el nuevo parlamento. En el nuevo gobierno, fue nombrado Secretario de Estado de Finanzas. Tras el asesinato de Rwagasore el mismo 13 de octubre, renunció a sus cargos gubernamentales para asumir como Jefe de Gabinete del Rey.
Tras la muerte de Rwagasore, apoyó firmemente el nuevo gobierno de André Muhirwa, un ganwa. Sin embargo, el partido se enfrentó a un conflicto por la presidencia del partido entre Muhirwa, cuya facción se conoció como el «grupo de Casablanca», y el hutu Paul Mirerekano, cuya facción se conoció como el «grupo de Monrovia». En un intento de romper el estancamiento, Mwambutsa declaró que el próximo líder de la UPRONA sería elegido por sus miembros regulares, lo cual impulsó la elección de Bamina para el cargo de presidente como candidato de compromiso el 14 de septiembre, contando con el apoyo de Muhirwa y Mwambutsa. Aunque Mirerekano fue nombrado Vicepresidente, se negó a reconocer la legitimidad del nuevo comité nacional del partido y comenzó a dirigir un ala separada de la organización. Bamina inicialmente ocupó la presidencia de la UPRONA junto con su puesto de jefe de gabinete del Rey, hasta que Mwambutsa decidió que los dos roles eran incompatibles y lo obligó a dejar el segundo cargo. Posteriormente buscó la elección para el cargo de presidente de la Asamblea Nacional en mayo de 1963, pero perdió por dos votos. En septiembre de 1964 se celebró una conferencia en Guitega en un intento de resolver las divisiones de la UPRONA y resultó en que Bamina retuviera la presidencia del partido, aunque la UPRONA permaneció fracturada y de facto sin líder.
La facción de Monrovia reconoció a la República Popular China en 1964, contrariando los deseos del Rey. En enero de 1965, el Rey designó al hutu Pierre Ngendandumwe como nuevo primer ministro, en parte debido a su postura en contra de la influencia china y comunista en el país. Sorprendidos por este acontecimiento, los líderes de la facción de Casablanca conspiraron con los refugiados ruandeses y asesinaron a Ngendandumwe unos días después. El gobierno arrestó a varios ruandeses, así como figuras políticas destacadas, pero ninguno fue condenado por el asesinato. Después de un breve gobierno interino de Pié Masumbuko, el 24 de enero Bamina fue nombrado primer ministro, como resultado de un compromiso entre las facciones de Casablanca y Monrovia, y se determinó que ocuparía el cargo hasta el 30 de septiembre. En un intento por superar la crisis política, el Rey disolvió el Parlamento y convocó a nuevas elecciones generales. Bamina se reunió con sus ministros por primera vez el 26 de enero para conmemorar a Ngendandumwe y decidir una nueva política para su gobierno. Como Primer Ministro, Bamina cortó las relaciones con la China comunista el 30 de enero y ordenó al personal diplomático chino que abandonara el país,   con tropas gubernamentales rodeando la embajada china.
El 30 de marzo, su gobierno fue destituido para que pudieran participar de las elecciones. En las elecciones generales de mayo de 1965 23 de los 33 escaños de la Asamblea quedaron en manos de los hutus; aunque la UPRONA obtuvo una cómoda mayoría de 21 escaños, para entonces había perdido unidad debido al faccionalismo y emergió un grupo hutu multipartidista cada vez más fuerte. Bamina fue elegido miembro del Senado recién creado, siendo elegido Presidente del Senado el 4 de septiembre.

### Intento de golpe y muerte
Después de que el Rey anuló la selección de un hutu como primer ministro por parte del Senado y en cambio designó al tutsi Léopold Biha, oficiales hutus del ejército intentaron un golpe de Estado que fue exitosamente aplastado por el gobierno. Se declaró la ley marcial y la fuerza pública comenzó a arrestar a presuntos disidentes, incluyendo a Bamina. Fue ejecutado el 15 de diciembre de 1965 en la provincia de Muramvya.